# ژرمی شاردی
ژرمی شاردی (به فرانسوی: Jérémy Chardy) (زاده ۱۲ فوریهٔ ۱۹۸۷ - پو) تنیس‌باز اهل کشور فرانسه است.
چاردی در مسابقات بین‌المللی مهمی شرکت کرده است که می‌توان به صعود وی به مرحله یک چهارم نهایی مسابقات تنیس آزاد استرالیا اشاره کرد، بهترین رتبه وی در رتبه‌بندی جهانی تنیس ۲۵ (۲۸ ژانویه ۲۰۱۳) بوده است.